# Charles Soret
Pour les articles homonymes, voir Soret.
Charles Soret, né le 23 septembre 1854 à Genève et mort le 4 avril 1904, est un physicien et chimiste suisse. Il est surtout connu pour son travail sur la thermodiffusion (effet Soret).

## Biographie

### Études
Charles Soret était le fils de Jacques-Louis Soret, professeur de médecine physique à l'université de Genève, et de Clémentine Odier. En 1872, Charles fut diplômé d'une école d'art de Genève et, deux ans plus tard, il obtint un diplôme de mathématiques. De plus, il a suivi des conférences de physique, entre autres sciences. Il poursuivit ses études de mathématiques à la faculté des sciences de Paris, où il obtint sa maîtrise universitaire en 1876. Il pensait qu'un bon physicien devait, avant tout, être un bon mathématicien, ce n'est donc que deux ans plus tard qu'il obtint son master de physique.

### Vie professionnelle
Rapidement on lui proposa un poste au département de cristallographie et de minéralogie de l'université de Genève. C'est là qu'il fut nommé maître de conférences en 1879, puis professeur en 1881.

En 1898 il devint recteur de l'université de Genève.

### Publications
En 1879 il publia sa première étude sur la thermodiffusion fondée sur des expériences conduites avec des solutions de chlorure de sodium et de nitrate de potassium dans des tubes chauffés à une extrémité et refroidis à l'autre. Ses résultats ont confirmé les études de Carl Ludwig publiées 20 ans plus tôt et dont Soret n'avait probablement pas eu connaissance.
Il a également conduit des recherches sur la réfractométrie.
Il mourut en avril 1904 à la suite d'une infection gastro-intestinale quelques jours après avoir subi, avec succès, une opération chirurgicale.